# Yerres

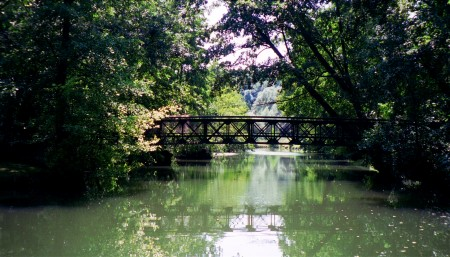
Yerres ligger vid floden med samma namn.

Yerres är en kommun i departementet Essonne i regionen Île-de-France i norra Frankrike. Kommunen ligger i kantonen Yerres som tillhör arrondissementet Évry. År 2022 hade Yerres 28 349 invånare.
Yerres är en av Paris sydöstra förorter. Avståndet till Paris centrum är 18,3 kilometer.

## Geografi
Yerres ligger i den nordöstra delen av Essonne och gränsar till departementet Val-de-Marne. Staden utbreder sig på båda sidorna om Yerresflodens dalgång. Den högsta punkten i kommunen är det skogbeklädda berget Griffon som är 116 meter över havet. Den lägsta punkten är bara 30 meter över havet.

## Kultur

### Caillebottes egendom
Gustave Caillebottes far köpte 1860 en egendom utmed floden Yerres, och den kände impressionisten målade omkring 80 verk där, tills egendomen såldes 1879. Konstnärens mest kända målningar utförda på denna plats är Portraits à la campagne, Baigneurs, Bords de l'Yerres och Canotiers ramant sur l'Yerres. Egendomen och dess vackra trädgård ägs numera av staden och är öppen för besökare.

### Kyrkan Saint-Honest
Yerres första församling kan mycket väl ha tillkommit under 1100-talet. Vid denna tid fanns en träkyrka på den plats där dagens kyrka är belägen. Genom åren har kyrkan haft olika skyddshelgon: Sankt Loup, Sankt Vincent av Zaragoza (beroende på alla de vingårdar som tidigare fanns i staden), Sankt Fiacre och numera Sankt Honest. Kyrkan i stadens centrum byggdes troligen på 1200-talet men har senare byggts om.

## Transport
Det finns en järnvägsstation i Yerres som trafikeras av Paris pendeltåg, linje D.

## Befolkningsutveckling
Antalet invånare i kommunen Yerres
| Referens: INSEE |

## Galleri

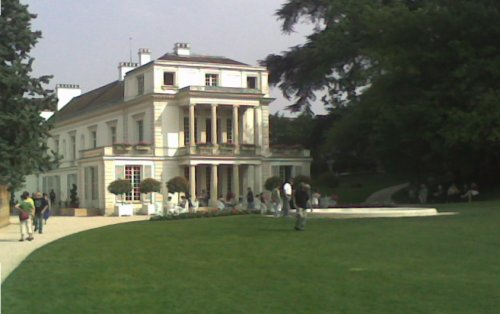
Caillebottes egendom 2007
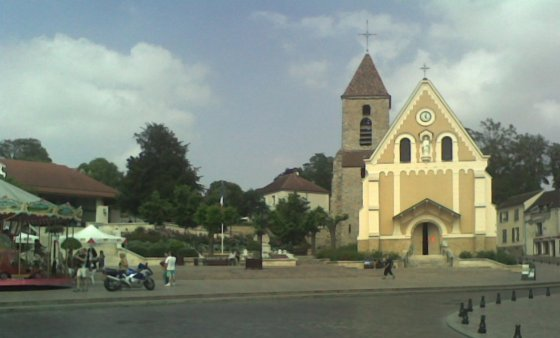
Saint-Honest
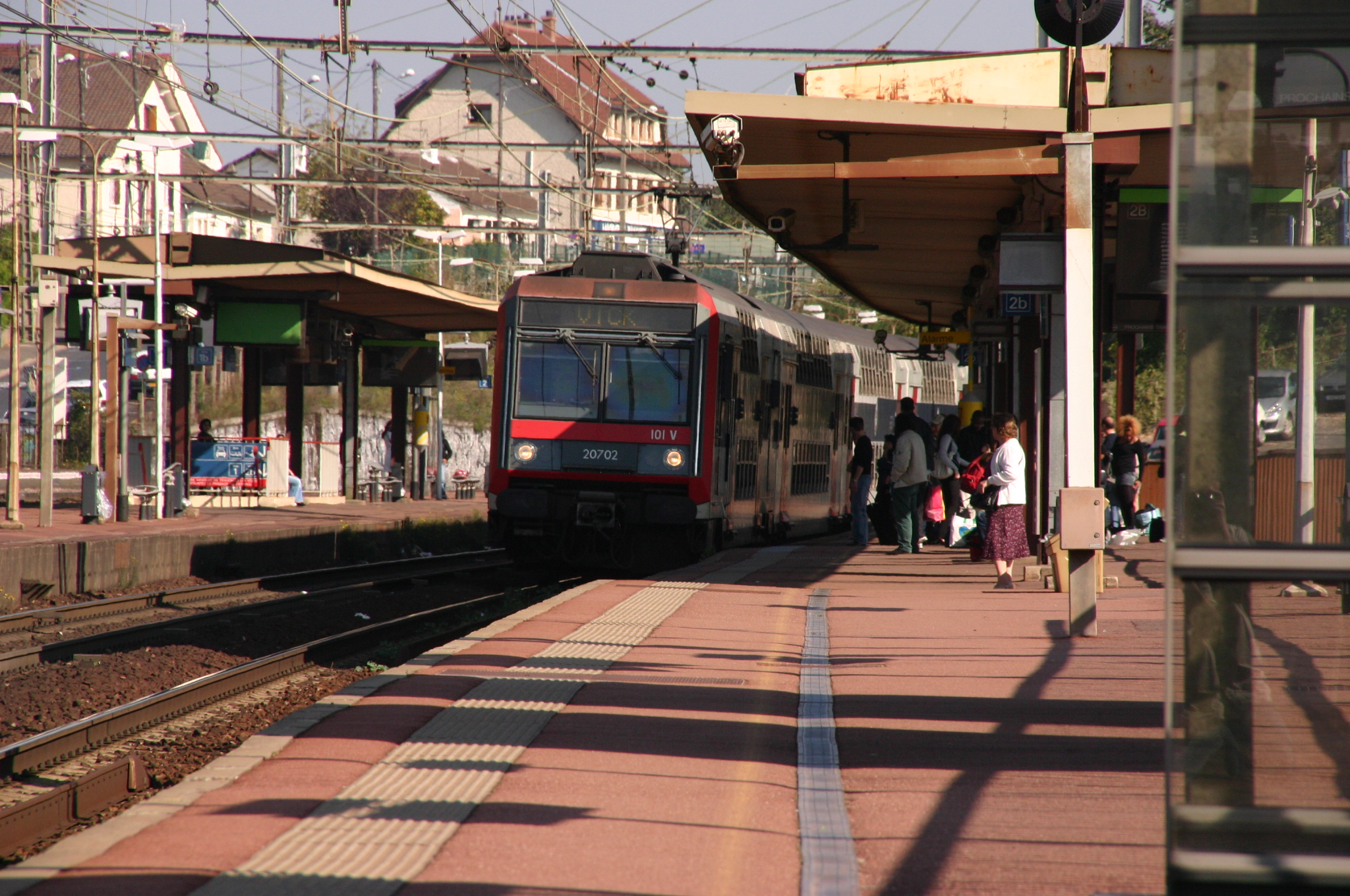
Stationen i Yerres